# Виндельфьеллен
Виндельфьеллен (швед. Vindelfjällen) — природоохранная зона на северо-западе Швеции, в коммуне Стуруман лена Вестерботтен.
Заповедник был основан в 1974 году для охраны уникальных горных ландшафтов известнякового плато с озёрами, реками и холмами. Площадь природоохранной зоны составляет 560 тыс. га. На территории заповедника господствуют еловые, берёзовые и смешанные леса северо-таёжного типа. Типичные представители фауны: лось, белка, волк, лисица, куньи, а также северный олень.